# Helen Frankenthaler
Helen Frankenthaler (Nova York, 12 de desembre de 1928 -  Darien, Connecticut, 27 de desembre de 2011) va ser una pintora  expressionista abstracta estatunidenca.
Va rebre la influència de l'obra de Jackson Pollock i de Clement Greenberg amb qui també es va veure involucrada en el Moviment d'Art Abstracte entre 1946 i 1960. Era la filla menor d'un magistrat del Tribunal Suprem de l'estat de Nova York. Va estudiar a l'Escola Dalton amb Rufino Tamayo i també al Bennington College de Vermont. Més tard es va casar amb el també pintor Robert Motherwell.

## Estil i tècnica
La seva carrera es va veure llançada el 1952 amb l'exposició de Mountains and Sea («Muntanyes i mar»). Aquesta obra és de grans dimensions (7 per 10 peus) i té l'efecte d'una aquarel·la, tot i que està pintada amb oli. Hi introdueix la tècnica de pintar directament en un llenç sense preparar de manera que el material absorbeix els colors. Diluïa molt la pintura a l'oli amb trementina o querosè. Aquesta tècnica, coneguda com a soak Stain va ser adoptada per altres artistes, com ara Morris Louis i Kenneth Noland, i va llançar a la segona generació de l'escola del Color Field Painting.